# Carlota Bruna
Carlota Bruna   (Barcelona, 9 de juliol de 1997) és una influenciadora i divulgadora mediambiental catalana. És també ambaixadora del Pacte Europeu pel Clima.
Va estudiar Nutrició i dietètica i començà a crear contingut a les xarxes socials, principalment a Instagram on té més de 233.000 seguidors, sobre alimentació vegana i defensant l’acció individual com a gran part de la lluita contra el canvi climàtic. El 2023 va rebre el premi Forbes a la millor creadora de contingut sobre sostenibilitat.
El juny de 2023 presentà Al mar! de SX3, programa de televisió que ensenya les activitats nàutiques, la costa catalana i la manera de preservar el seu entorn. També ha escrit dos llibres, Camino a un mundo vegano i Som l'última generació que pot salvar el planeta.